# Bryhadyriwka (hromada Bałaklija)
Bryhadyriwka (ukr. Бригадирівка) – wieś na Ukrainie, w obwodzie charkowskim, w rejonie iziumskim. W 2001 liczyła 994 mieszkańców, spośród których 926 posługiwało się językiem ukraińskim, 62 rosyjskim, 4 ormiańskim, a 2 innym.